# Receptor de retinóide X
O receptor de retinóide X (RXR) é um tipo de receptor nuclear que é ativado pelo ácido 9-cis retinóico, que é discutido de forma controversa por ser de relevância endógena, e pelo ácido 9-cis-13,14-di-hidroretinóico, que pode ser um agonista seletivo de RXR endógeno de mamíferos. O bexaroteno é o único ativador específico dos RXRs que não ativa os receptores do ácido retinóico.
Existem três receptores de retinóide X (RXR): RXR-alfa, RXR-beta e RXR-gama, codificados pelos genes RXRA, RXRB e RXRG, respectivamente.
RXR heterodimeriza com múltiplos receptores nucleares, incluindo CAR, FXR, LXR, PPAR, PXR, RAR, TR, ER e VDR. Os RXRs são co-receptores permissivos, pois apenas um dos seis alelos é necessário para o desenvolvimento e a saúde normais. Diante disso, é difícil extrapolar se a via RXR tem sua própria atividade endógena impulsionada por espécies de ácido retinóico 9-cis ou se ela apenas participa de outras vias, predominantemente a via do receptor nuclear retinóico. A eliminação genômica dos RXRs resulta em resistência à obesidade enquanto o tratamento com bexaroteno causa hipotireoidismo grave, sugerindo que a via RXR funciona pelo menos para regular a via do receptor da tireoide.
Assim como acontece com outros receptores nucleares do tipo II, o heterodímero RXR, na ausência de ligante, é ligado a elementos de resposta hormonal complexados com proteína correpressora. A ligação de ligantes agonistas ao RXR resulta na dissociação do correpressor e no recrutamento da proteína coativadora, que, por sua vez, promove a transcrição do gene alvo a jusante em mRNA e, eventualmente, em proteína.

## Links externos
- MeSH Retinoid+X+Receptors